# NGC 898
NGC 898 é uma galáxia espiral (Sab) localizada na direcção da constelação de Andromeda. Possui uma declinação de +41° 57' 06" e uma ascensão recta de 2 horas, 23 minutos e 20,2 segundos.
A galáxia NGC 898 foi descoberta em 17 de Outubro de 1786 por William Herschel.